# 古曰寺
古曰寺，位于中华人民共和国青海省尖扎县马克唐镇，为第五批青海省文物保护单位，公布日期为1988年9月15日，类型为古建筑。
古曰寺的历史年代为清。